# Mededeelingen uit 's Lands Plantentuin
Mededeelingen uit 's Lands Plantentuin (abreviado Meded. Lands Plantentuin) fue una revista con ilustraciones y descripciones botánicas que fue editada en Indonesia. Se publicaron 75 números desde el año 1884 hasta 1904.